# Receptor (bioquímica)

Esquema de receptor transmembrana. E: espai extracel·lular; I: espai intracel·lular; P: membrana plasmàtica.

En bioquímica, un receptor és una molècula proteica, allotjada o bé a la membrana plasmàtica o al citoplasma d'una cèl·lula, a la qual es pot adherir una molècula senyalitzadora mòbil. Una molècula que s'uneix a un receptor rep el nom de lligand, i pot ser un pèptid (com un neurotransmissor), una hormona, un fàrmac o una toxina, i quan es produeix aquesta unió, el receptor experimenta un canvi conformacional que generalment inicia una resposta cel·lular. Tanmateix, alguns lligands només bloquegen un receptor sense induir-hi cap mena de resposta (ex., els antagonistes). Els canvis induïts pels lligands als receptors resulten en canvis fisiològics que constitueixen l'activitat biològica dels lligands.

## Tipus

### Transmembrana
Els receptors transmembrana es poden classificar dins tres famílies basats en la manera com transmeten la informació dins l'interior de la cèl·lula:
- Lligats a la proteïna G
- Lligats al canal iònic
- Lligats a l'enzim

### Receptor periféric de membrana
Aquests receptors són relativament rars comparats amb el receptors molt més comuns que travessen la membrana. Un exemple de receptor perifèric de membrana és el receptor d'elastina GLB1

### Intracel·lular

#### Factors de transcripció
- receptor nuclear:
  - receptor d'hormona esteroide (Steroid hormone receptor)